# 135 Hertha
135 Hertha (in italiano 135 Erta) è un piccolo asteroide metallico della Fascia principale. Orbita all'interno della famiglia di asteroidi Nysa.
Hertha fu scoperto il 18 febbraio 1874 da Christian Heinrich Friedrich Peters dall'osservatorio dell'Hamilton College di Clinton (New York, USA). Fu battezzato così in onore di Nerthus (o Herta, vedi anche 601 Nerthus), dea della fertilità nella mitologia norrena descritta da Tacito.
I dati ricavati dalla sua curva di luce indicano un corpo appiattito. L'unica occultazione stellare di Hertha finora osservata è avvenuta nel 2000.